# Швейцария в раннее Новое время

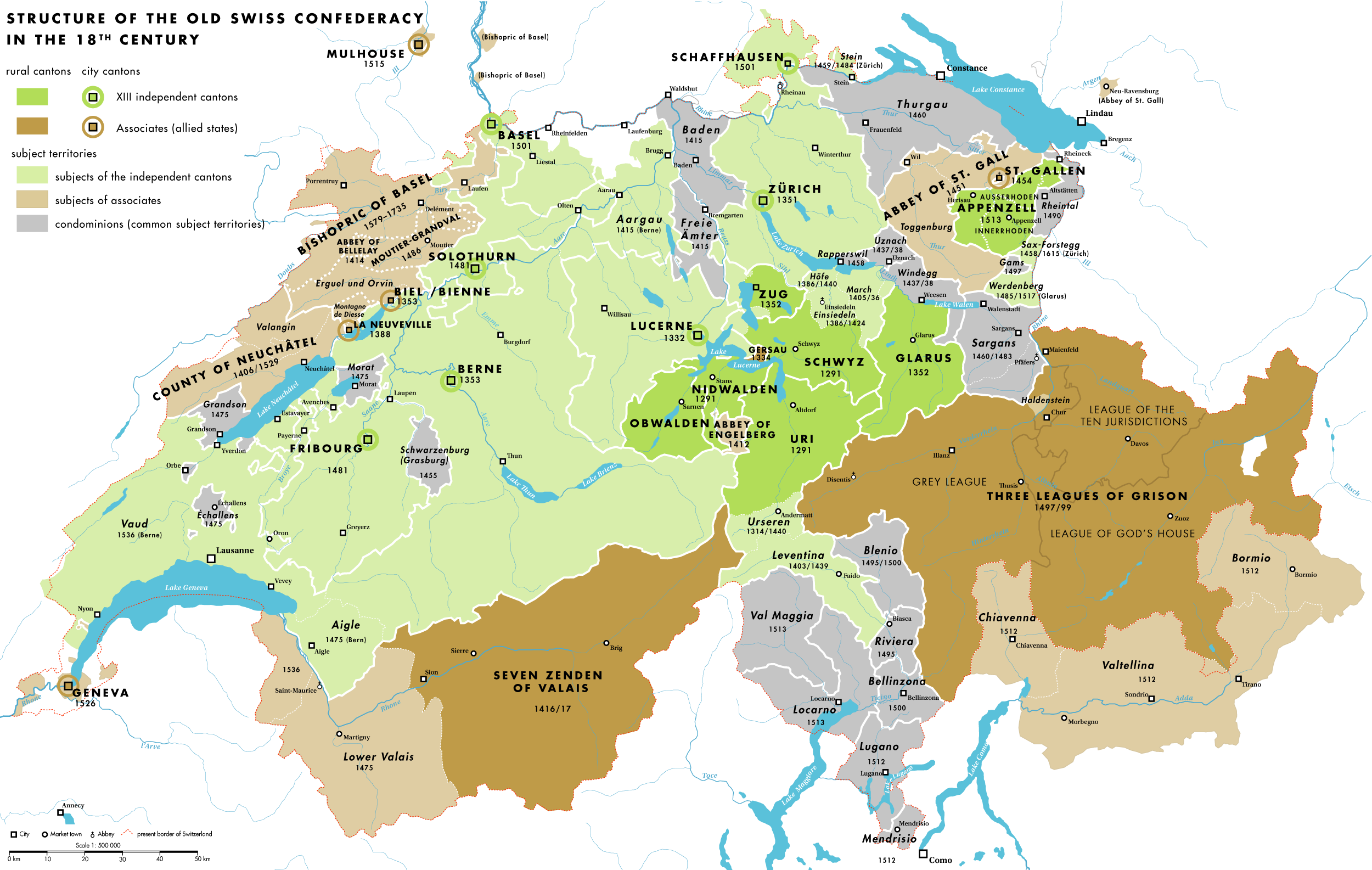
Швейцарский союз в XVIII веке, его кантоны (зелёный цвет), ассоциированные члены (коричневый) и кондоминиумы (серый).

Раннее Новое время в истории Швейцарского союза (Eidgenossenschaft, также известного как «Швейцарская республика» или Republica Helvetiorum) и входивших в его состав Тринадцати кантонов простирается с момента начала Тридцатилетней войны до французского вторжения 1798 года.
Эпоха отметилась усилением аристократического и олигархического правящего класса, а также частыми религиозными и экономическими восстаниями. По аналогии с Францией её ретроспективно можно назвать Старым режимом, особенно если сравнивать с пост-наполеоновской Швейцарией.
Слабо организованная Конфедерация оставалась в целом дезорганизованной и искалеченной религиозными противоречиями, созданными швейцарской реформацией В этот период союз получил формальную независимость от Священной Римской империи при поддержке Франции, с которой имел очень тесные отношения.
Этот период также отметился развитием франко-швейцарской литературы и пребыванием в стране известных авторов эпохи Просвещения, вроде семьи Бернулли и Леонарда Эйлера.

## Тринадцать кантонов

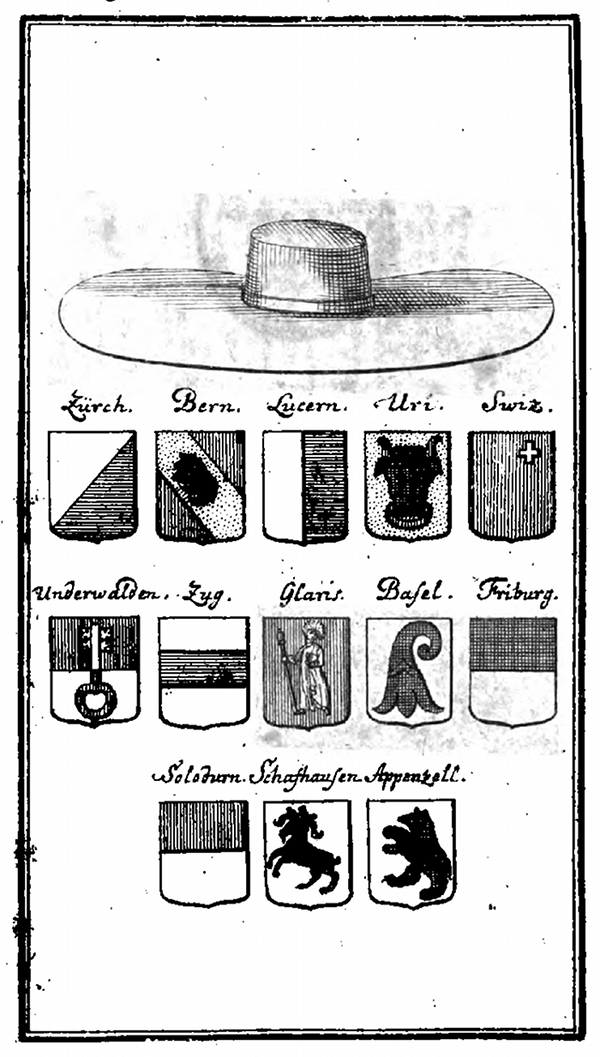
Гербы тринадцати кантонов.

С момента начала территориального роста Швейцарского союза существовавшие в 1352—1481 году восемь кантонов к 1513 года увеличились до тринадцати..
Существовал определённый порядок старшинства: восемь старых кантонов «Союза восьми кантонов» XIV века, пять кантонов, присоединившихся к союзу в ходе Бургундских войн. Внутри этих групп первыми упоминались более мощные городские кантоны (Städte), Цюрих возглалвлял список как место проведение до реформации восьми кантонами тагзатцунга.:
1. Цюрих — городской кантон, член с 1351 года
2. Берн, — городской кантон с 1353 года; ассоциированный член с 1323 года
3. Люцерн — городской кантон, член с 1332 года
4. Ури — кантон-основатель (Брунненский договор), основан в 1315 году
5. Швиц — кантон-основатель (Брунненский договор), основан в 1315 году
6. Унтервальден — кантон-основатель (Брунненский договор), основан в 1315 году[4]
7. Цуг — городской кантон, член союза с 1352 года
8. Гларус — сельский кантон, член союза с 1352 года
9. Базель — городской кантон, член союза с 1501 года
10. Фрибур — городской кантон с 1481 года; ассоциированный член с 1454 года
11. Золотурн — городской кантон с 1481 года, ассоциированный член с 1353 года
12. Шаффхаузен — городской кантон с 1501 года; ассоциированный член с 1454 года.
13. Аппенцелль — сельский кантон с 1513 года; ассоциированный член с 1411 года.

Символические изображения Конфедерации состояли из расположения тринадцати кантональных гербов, иногда с дополнительным символом единства, таким как две сцепляющиеся руки, или «швейцарский бык» или (с конца XVII века), Трех Конфедератов или аллегории Гельвеции.
Кантональные гербы часто сопровождались гербами ближайших соратников конфедерации, включая Биль, имперское аббатство Санкт-Галлен, имперский город Санкт-Галлен, Зибен Зенден (Вале), Три лиги (Граубюнден), имперские города Мюлуз, Женева, Ротвайль

## Тридцатилетняя война
Реформация в Швейцарии привела к разделению Старой Швейцарской Конфедерации между двумя враждебными фракциями. Но все же Швейцария оставалась относительным «оазисом мира и процветания» в то время как Европу раздирала Тридцатилетняя война. Города, как правило, лежали низко и издалека наблюдали за разрушениями, а республика Цюрих инвестировала в строительство современных городских валов. Кантоны заключили многочисленные контракты наемников и союзы защиты со своими партнерами со всех сторон. Некоторые из этих контрактов нейтрализовали друг друга, что позволило конфедерации оставаться нейтральной в Defensionale von Wil от 1647 года, подписанном под впечатлением от наступления шведов до Боденского озера зимой 1646/47 г., конфедераты провозгласили «постоянный вооруженный нейтралитет», ставший исторической отправной точкой для швейцарского нейтралитета, который будет повторно подтвержден Венским конгрессом и соблюдаться на протяжении конфликтов 19-го и 20-го веков. .

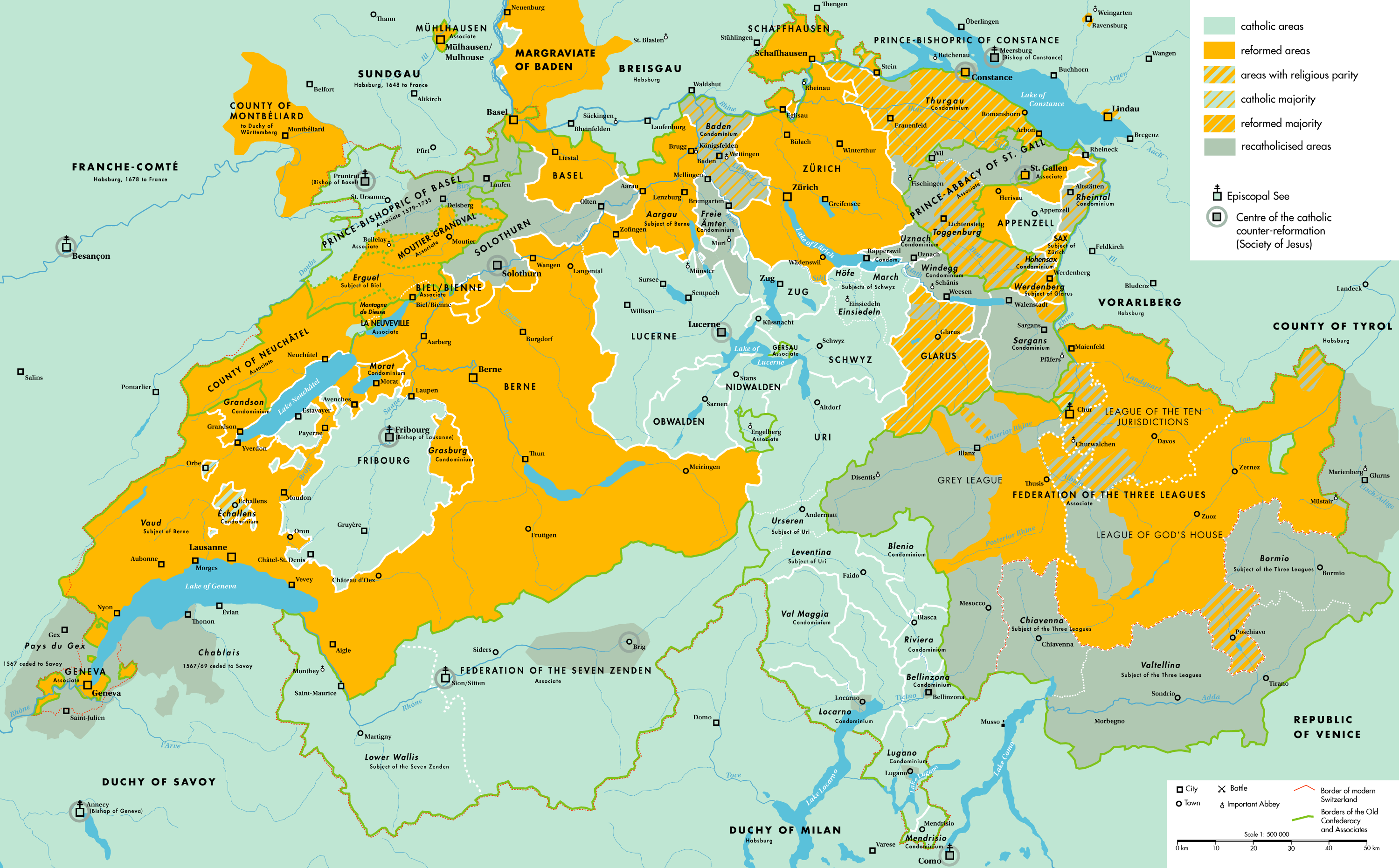
Религиозная карта Швейцарского союза в 1700 году.

По Вестфальскому договору 1648 года Швейцарская Конфедерация получила юридическую независимость от Священной Римской империи, хотя де-факто оставалась независимой после Швабской войны 1499 года. При поддержке главы французской делегации герцога Орлеанского и суверенного князя Невшателя Генрих II де Лонгвиля. представителю швейцарцев и мэру Базеля Иоганну Рудольфу Веттштейну, удалось добиться формального освобождения от власти Священной Римской империи для всех кантонов и партнеров конфедерации.
Во время войны один из участников Трёх Лиг Граубюнден, также бывший ассоциированным членом Швейцарского союза, оказался в центре внутреннего и внешнего конфликта. Поскольку Три Лиги были очень децентрализованным государственным образованием, в итоге вспыхнули конфликты по поводу религии и внешней политики (известные как Bündner Wirren или путаница лиг). После войны Лига предприняла шаги по укреплению, отделившаяся Вальтеллина снова стала зависимой.

## Отношения с Францией

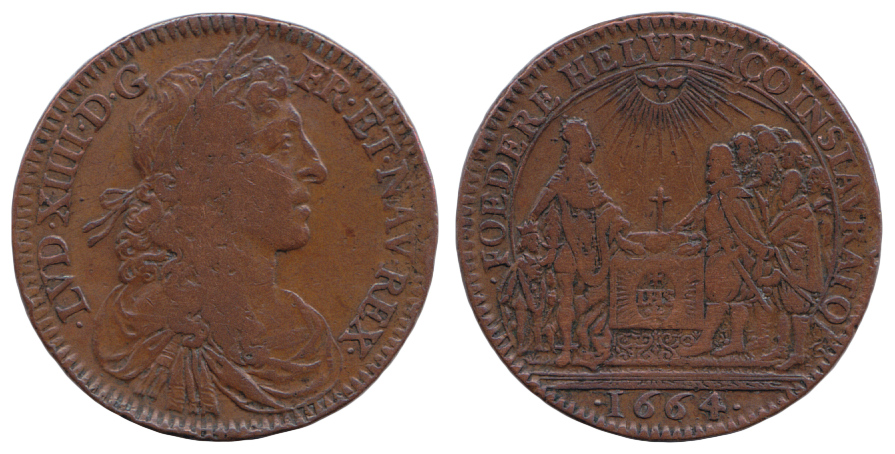
Французский жетон, посвященный возобновлению договора между Францией и Швейцарским союзом в 1663 году.

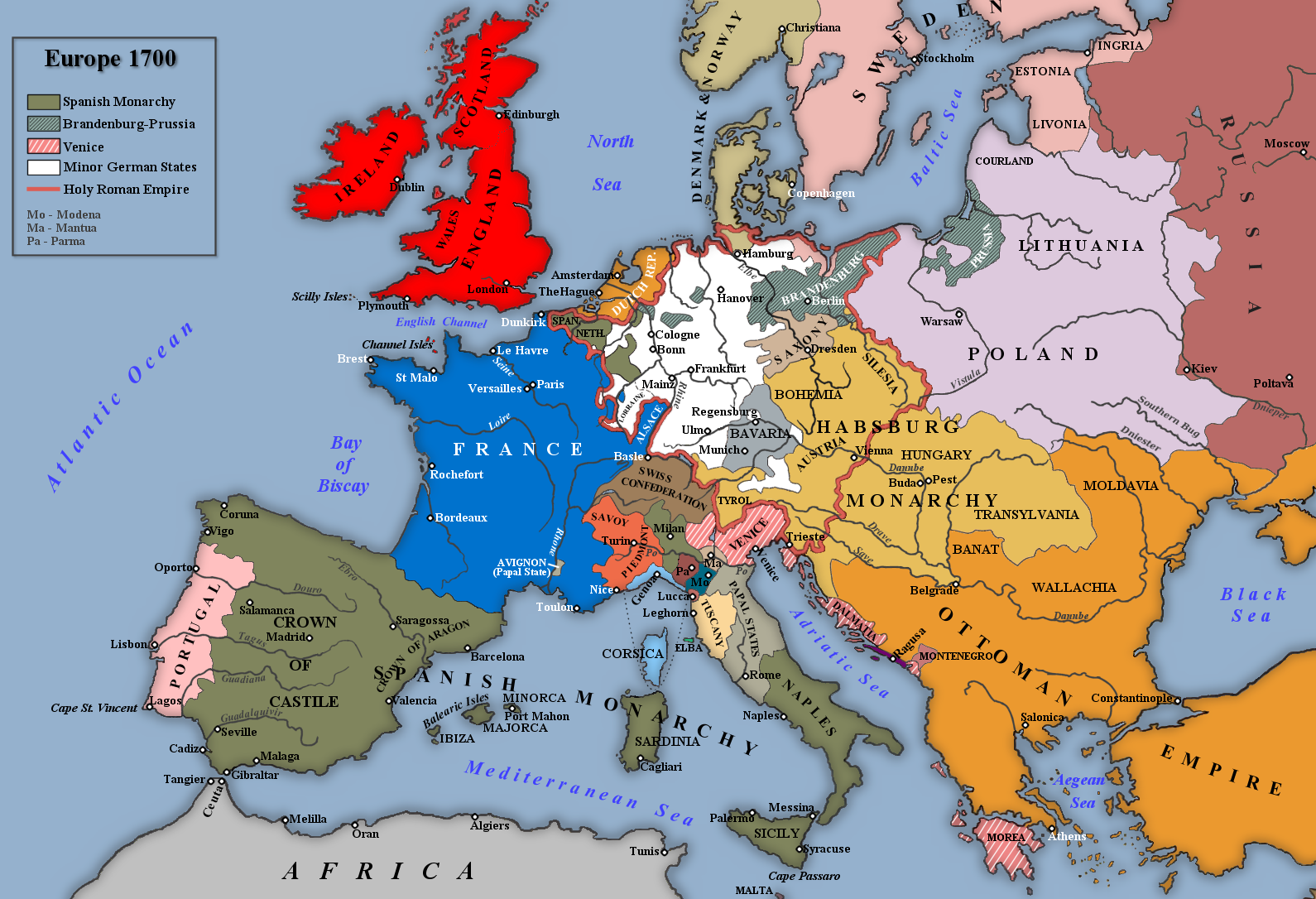
Швейцарский союз в 1700 году.

После Тридцатилетней войны Франция усилилась, и Швейцарский союз в 1663 году подписал новый договор с Францией, который предоставил швейцарским наемникам определённые права и защиту, а также пообещал нейтралитет Франции в швейцарских религиозных конфликтах. После отмены Людовиком XIV Нантского эдикта протестантские кантоны начали отдавать предпочтение военной службе в Республике Соединённых провинций, которая вела серию войн против нескольких европейских держав, включая Францию.
В 1707 году, после смерти герцогини Немурской и принцессы Невшательской Марии де Лонгвиль, Невшателю пришлось выбрать своего преемника из пятнадцати претендентов. В то время как Людовик XIV продвигал ряд французских претендентов на титул, протестантские кантоны союза поощряли Невшатель избрать протестантского короля Пруссии Фридриха I. Фридрих I в итоге стал победителем, заявив о своих правах через родство с Оранской династией.
В 1715 году католические кантоны, чтобы восстановить престиж после поражения во Второй битве при Вилльмергене в ходе Тоггенбургской войны, возобновили договор союза с Францией с несколькими крупными и непопулярными изменениями. Франция была поставлена в положение гаранта их свободы с правом вмешательства в случае нападения со стороны сил внутри или вне Конфедерации. Франция также пообещала обеспечить реституцию земель, утраченных католическими кантонами в пользу протестантским кантонам. Это соглашение лишило Конфедерацию большей части независимости. В 1777 году непопулярный пункт был исключен из возобновленного соглашения между союзом и Францией, и была прямо заявлена независимость Швейцарии.

## Усиление аристократии
Политическая власть сосредоточилась в 13 кантонах. В эту эпоху число патрицианских семей уменьшилось, но их власть увеличилась. Некоторые семьи патрициев были набраны из лидеров гильдий или торговых групп в городе, в то время как другие семьи сформировались из успешных командиров наёмников и солдат. Тенденция к усилению авторитаризма противоречила истории публичного выражения мнения, выросшей из швейцарской Реформации. Во многих регионах патрицианские семьи не могли подавить публичные собрания, но они доминировали там. Традиция приглашать людей высказать своё мнение в основном вымерла в эту эпоху.
За это время изменения в составе городских советов становились все более редкими. В средние века место в городском совете обычно назначалось пожизненно. Однако эпидемии чумы, смерти на полях сражений и конфликты из-за Реформации гарантировали регулярную сменяемость городских советов. В эпоху раннего Нового времени рост научных знаний и относительный мир уменьшили количество свободных мест в городах. В то же время члены совета все чаще могли пополнять совет родственниками. Население Европы снова начало расти после Тридцатилетней войны. Это привело к демографическому давлению, которого не было в течение нескольких поколений. Для защиты и помощи от растущего числа иммигрантов и безземельных крестьян многие деревни начали сближаться с соседними городами, в конечном итоге перейдя под власть более крупных городов. .
В течение 17 века места в советах становились все более наследственными. Было от 50 до 200 семей, которые контролировали все ключевые политические, военные и промышленные позиции в Швейцарии. В Берне из 360 бюргерских семей только 69 все ещё имели власть и могли быть избраны к концу 18 века. Однако аристократия оставалась в целом открытой, и в некоторых городах принимались новые семьи, если они были достаточно успешны и богаты. Необычным примером межгосударственных семейных отношений являются графы де Салис-Сольо, которые были натурализованы в Великобритании в 1743 году, но король Георг II немедленно отправил их обратно в Кур в качестве британских посланников в Трех лигах, где семья доминировала в XVIII веке. С тех пор они остались землевладельцами в Англии и Швейцарии, сохранили оба гражданства и продолжают ездить между обеими странами по сей день. .

## Конфликты и революция
Во время Ancien Régime дворянство Швейцарии выросло во власти, став почти абсолютными правителями. Утрата власти, рост налогов, конфликты на почве вражды между сельским и городским населением и из-за религии приводили к восстаниям и столкновениям по всей Швейцарии.
Во время Тридцатилетней войны Швейцарский союз придерживался нейтралитета и не понёс никаких потерь, что позволило местной экономике процветать, так как разоренные войной соседи покупали продукты и технику. Однако после окончания войны экономика Германии восстановилась, а спрос на швейцарский экспорт упал. Многие швейцарские крестьяне, взявшие ипотечные кредиты во время бума, внезапно столкнулись с финансовыми проблемами.
Городам война принесла и процветание, и новые расходы. Городам требовались новые средства защиты, такие как новые бастионы. Во время войны Франция и Испания выплачивали пенсии, согласованные суммы в обмен на то, что кантоны предоставили им полки наемников. С окончанием войны эти деньги пришлось заменить. Были повышены налоги и созданы новые. Кроме того, чеканились менее ценные медные монеты под названием батцен, имевший ту же номинальную стоимость, что и ранее отчеканенные серебряные деньги. Население стало копить серебряные монеты, а оставшиеся в обращении дешевые медные деньги постоянно теряли свою покупательную способность. Таким образом, в конце войны население столкнулось как с послевоенной депрессией, так и с высокой инфляцией в сочетании с высокими налогами. Этот финансовый кризис привел к серии налоговых восстаний в нескольких кантонах Конфедерации, например, 1629—1636 гг. В Люцерне, 1641 г. в Берне или 1645/46 г. в Цюрихе. Восстание 1653 г. продолжило эту серию, но вывело конфликт на беспрецедентный уровень.
В 1653 году крестьяне подчиненных Люцерну, Берну, Золотурну и Базелю территорий восстали из-за девальвации валюты. Хотя власти одержали победу в этой крестьянской войне, они все же провели некоторые налоговые реформы, а само событие в долгосрочной перспективе предотвратило создание абсолютистского государства. В то время союз оставался децентрализованной и неорганизованной страной, раздираемой религиозными и политическими конфликтами. В 1655 году попытка создать центральную администрацию провалилась после того, как автора предложения Берн и Цюрих не смогли договориться друг с другом..
В 1656 году конфликт из-за религиозных беженцев из Швица, бежавших в Цюрих, разразилась Первая Вильмергенская война. Католики победили и смогли сохранить свое политическое господство, а также договорное соглашение, согласно которому каждый кантон будет полностью независимым в отношении религиозных вопросов. Около 1707 года в Женеве вспыхнули беспорядки, которые продолжались в течение всего периода раннего Нового времени. Кроме того, в 1707 году долина Тоггенбург восстала против князя-аббата Святого Галла. Попытки подавить мятеж привели ко второй битве при Вильмергене в 1712 году и разграблению аббатства бернскими и цюрихскими войсками. С 1719 по 1722 год в округе Верденберг было восстание против города Гларус.
В 1717 году майор Жан Даниэль Абрахам Давель был назначен командующим регионом Лаво на территории нынешнего кантона Во. Он отождествлял себя с франкоязычным населением, которое чувствовало себя угнетенным немецкоязычным Берном, контролировавшим регион. Давель считал, что он был призван Богом, чтобы освободить жителей Во от Берна. 31 марта 1723 года с 600 людьми он двинулся на Лозанну, чтобы просить городских лидеров начать восстание. Однако они сообщили о нём Берну и арестовали его на следующее утро. Его признали виновным в государственной измене и обезглавили..
Примерно через четверть века, в 1749 году, в Берне произошло ещё одно неудачное восстание против патрицианских семей города. Через несколько лет, в 1755 г., неудачное Ливинское восстание против Ури. Наконец, в 1781 году произошло восстание Шено против города Фрибург.